# Ucayali (flod)

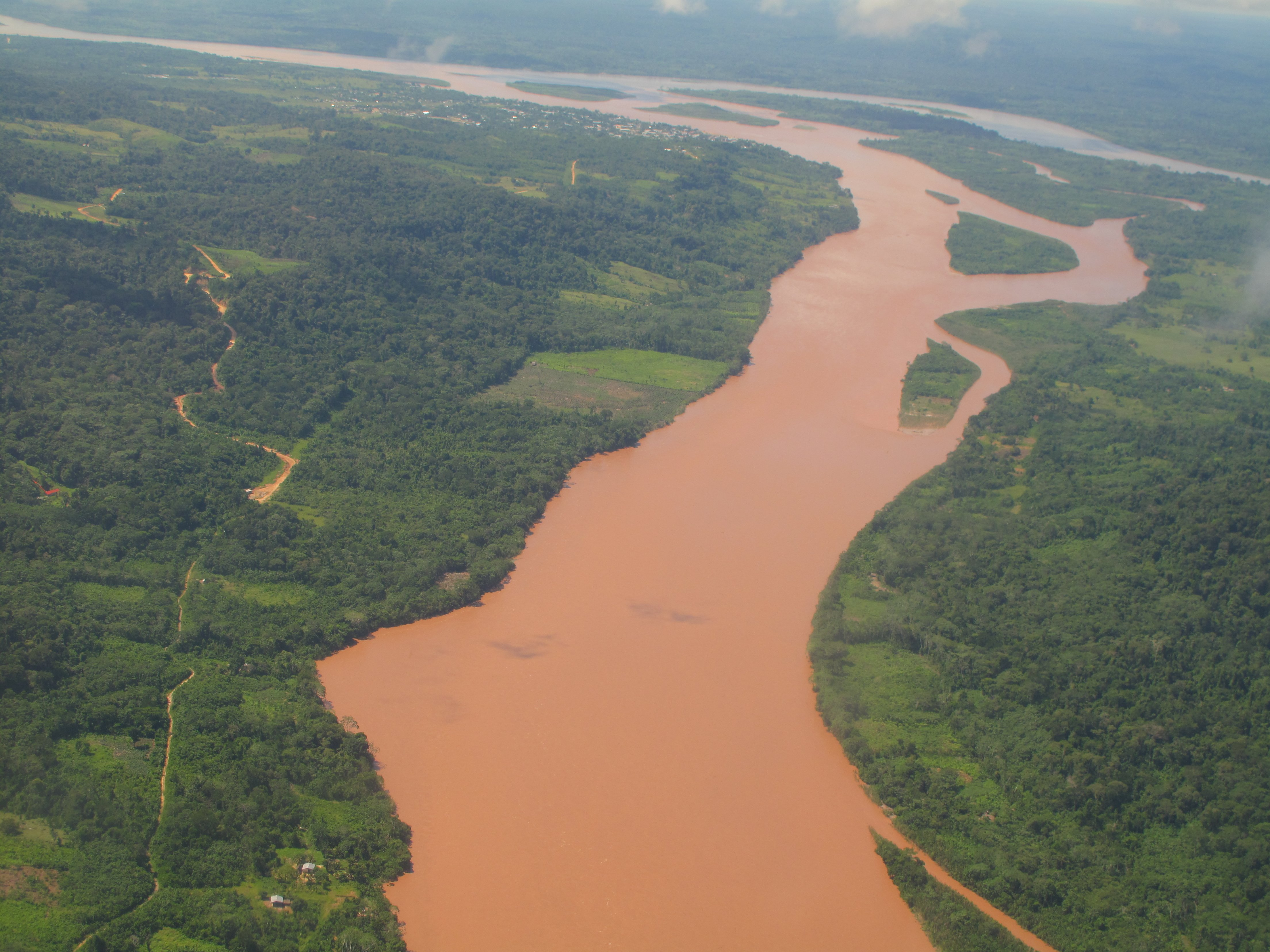
Rio Ucayali bildas (uppe till vänster) där Tambo/Apurímac (nertill i bild) flyter samman med Urubambafloden (uppe till höger).

Ucayali (spanska: Río Ucayali) är en flod i Peru, som är biflod till Amazonfloden och har sin källa (som Apurímac) cirka 210 kilometer nordväst om Titicacasjön. Ucayali börjar vid staden Atalaya, vid sammanflödet av de två floderna Tambo/Apurímac från väster och Urubambafloden från öster. Den flyter ihop med Marañón ungefär 155 km söder om staden Iquitos och bildar Amazonfloden.  Floden är 1460 km lång, med ett avrinningsområde på 337 519 km2 och ett genomsnittlig flöde vid mynningen på 13 500 m³/s. 
Floden har gett sitt namn till departementet Ucayali.

## Fotnoter
1. ↑  Enligt Peru är sammanflödet med Marañón startpunkten för Amazonfloden, medan Brasilien placerar startpunkten längre ner i flödet, vid staden Manaus, där Rio Solimões och Rio Negro flyter samman.[2]